# Xanterra Travel Collection
Xanterra Travel Collection est un groupe hôtelier américain qui a son siège à Greenwood Village, dans le Colorado. L'entreprise est spécialiste de la gestion des lodges que l'on trouve dans les parcs nationaux du pays, en concurrence avec Aramark et Delaware North.

## Quelques établissements

### Lodges
- Bright Angel Lodge – Parc national du Grand Canyon, en Arizona.
- Hôtel El Tovar – Parc national du Grand Canyon, en Arizona.
- Lake McDonald Lodge – Parc national de Glacier, au Montana.
- Lake Yellowstone Hotel & Cabins – Parc national de Yellowstone, au Wyoming.
- Mammoth Hot Springs Hotel – Parc national de Yellowstone, au Wyoming.
- Many Glacier Hotel – Parc national de Glacier, au Montana.
- The Oasis at Death Valley – Parc national de la vallée de la Mort, en Californie.
- Old Faithful Inn – Parc national de Yellowstone, au Wyoming.
- Phantom Ranch – Parc national du Grand Canyon, en Arizona.
- Roosevelt Lodge – Parc national de Yellowstone, au Wyoming.
- Zion Lodge – Parc national de Zion, dans l'Utah.

### Motels
- Rising Sun Motor Inn – Parc national de Glacier, au Montana.
- Swiftcurrent Motor Inn – Parc national de Glacier, au Montana.

### Autres
- Hopi House – Parc national du Grand Canyon, en Arizona.
- Trail Ridge Store & Café – Parc national de Rocky Mountain, au Colorado.